# Ophthalmia-Stausee
Der Ophthalmia-Stausee ist ein Stausee im Nordwesten des australischen Bundesstaates Western Australia, 15 km östlich von Newman in der Ophthalmia Range.
Sowohl der Fortescue River als auch sein östlicher Nebenfluss Warrawanda Creek wurden aufgestaut und bilden einen gemeinsamen Stausee von ca. 3 km Länge und 6 km Breite. An der Nordseite des Sees treten beide Fließgewässer wieder aus. Der Warrawanda Creek mündet ca. 1 km unterhalb des Stausees in den Fortescue River.
Das Wasser des Ophthalmia-Stausees dient der Wasserversorgung der Stadt Newman. 6,29 Mio. m³/Jahr benötigt allein die Trinkwasserversorgung der Stadt.